# يوحنا الديلمي

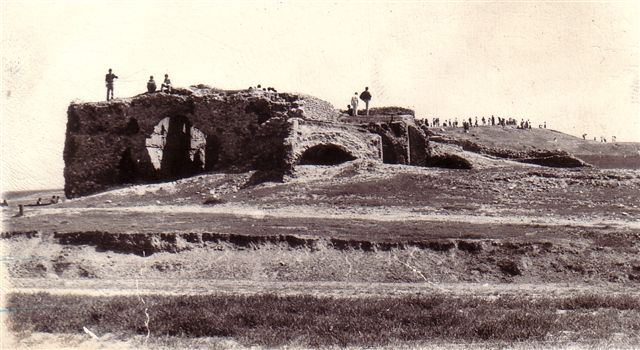
صورة قديمة لديره قرب بخديدا.

مار يوحنا الديلمي هو قديس وراهب من حديثة بنينوى، اشتهر صيته، وكتب العديد من المؤرخين سيرته آخرهم نوح الأنباري. وكان أن سمح للراهب يوحنا الديلمي بالتبشير العلني، وبناء الأديرة والكنائس، وأن صاحبه الحجاج بن قيس الحيري (زود يوحنا بكتاب توصية إلى ولاة البلاد بمساعدته، وإسعاف طلبه، ولم يعارضه أحد حتى بلغ قرية بغديدا شرقي نينوى).
وفي الصراع بين المذهبين، النسطوري واليعقوبي، (تبنت الحيرة المذهب الشرقي أسوة بكنيسة فارس كلها، إلا أن المنوفيزيين (اليعاقبة) حاولوا الانتشار فيها، وقد قام سمعان الأرشمي بجهود كبيرة في هذا الشأن، واكتسب عدداً من الموالين للمنوفيزية، حتى صار لهم أسقف هناك باستمرار بين سنة 551م و650م، إلا أن المنوفيزيين ظلوا في الحيرة الأقلية إزاء الأغلبية النسطورية الساحقة). ومع أن العلاقة بين مملكتي المناذرة النسطورية في العراق والغساسنة اليعقوبية في الشام كانت ظلاً لما يدور بين الإمبراطوريتين، الرومية والساسانية، إلا أن لاختلاف المذهب بين المملكتين دوره المؤثر أيضاً. ليوحنا دير صغير شمال بلدة قرة قوش /بغديدا المسيحية قرب الموصل تم ترميمه عام 1998، وله كنيسة عرفت باسمه تحولت لمسجد الشطية بعد إسلام أهل تلك المنطقة.

## آخرون
يوحنا الحيري هذا مختلف عن يوحنا الحيري (والذي يدعى في أغلب المصادر يوحنا العربي) أسقف دير مار أوجين (444-485)، وهذا بدوره مختلف عن يوحنا العربي أسقف نفس الدير في الفترة (505-540)، وكلاهما مختلفان عن يوحنا العربي الذي ذكره مار كبرئيل، أو يوحنا العربي المدفون في قبور البيض.